# Nick Trenkel
Pas d'image ? Cliquez ici

a Compétitions nationales et continentales officielles uniquement.

b Matchs officiels uniquement.
Nick Trenkel, né le 7 avril 1987 à Randburg est un joueur de rugby à XV, qui joue avec l'équipe du Canada et avec l'équipe de Narbonne, évoluant au poste de centre (1,83 m pour 93 kg). 

## Carrière

### En club
- WP Rugby Academy  Afrique du Sud
- Capilano RFC  Canada
- 2007-2008 : RC Narbonne  France

## Palmarès
- 1 sélection avec l'équipe du Canada
- 0 point
- Une sélection lors de la Coupe du monde de rugby à XV 2007.